# Josip Brinar
Josip Brinar, slovenski pisatelj in učitelj, * 1. november 1874, Studence, † 11. marec 1959, Celje.

## Življenje
Josip Brinar se je rodil 1. novembra 1874 v majhnem zaselku Studence nad Hrastnikom. Po končanem šolanju v domačem kraju se je vpisal na mariborsko učiteljišče, kjer je leta 1893 maturiral.
Prvo učiteljsko službo je dobil v Slovenski Bistrici, kasneje pa je bil leta 1898 zaradi močnega izkazovanja narodne zavednosti premeščen v Vojnik. 
Leta 1898 je napravil izpit za meščanske šole. Med letoma 1899 in 1900 je bil učitelj v Rajhenburgu in Sevnici, od koder je odšel za kratek čas na meščansko šolo v Krško. V začetku šolskega leta 1905/06 je bil tam imenovan za strokovnega učitelja I. skupine, v začetku šolskega leta 1906/07 pa je Krško zapustil. Nato je bil imenovan za ravnatelja novoustanovljene meščanske šole v Postojni. To delo je opravljal med letoma 1906 in 1918, po prvi svetovni vojni pa je bil ravnatelj dekliške meščanske šole v Celju in vodja mestne gospodinjske šole. Upokojil se je leta 1929.
V aktivni dobi je med počitnicami mnogo potoval po svetu. V prostem času je bil strasten lovec, predvsem v času, ko je služboval na Notranjskem. Spomini na lovske pustolovščine so ga tudi pisateljsko navduševali, saj so v zvezi s tem nastale številne črtice in povesti.

## Delo
Pisal oziroma objavljal je tudi pod psevdonimom »Brinjos«.
Pedagoški članki
- Popotnik
  - »Utrinki iz socialne pedagogike«, (1897),
  - »O rekih in njih uporabi v šoli«, (1906),
  - »Pomen Kosovega za deklice«(1926/27))
- Pedagoški letopis (1905),
- Pedagoški zbornik, Učiteljski tovariš,
- razprava »A.M. Slomšek kot pedagog« (1901).

Literarni prispevki
- V Vrtcu,
- V Zvončku,
- V Ljubljanskem zvonu (npr. psihološka povest »Mučitelj samega sebe = Henutontimorurrumenos«, 1903),
- V Slovanu (črtica Žrtve zlata, 1902/03),
- V Lovcu,
- V Planinskem vestniku

Mladinsko slovstvo
- »Mrvica o mladinskih spisih«, (1897),
- v Popotniku; »O slovstvu za mladino« (1905),
- v Pedagoškem letopisu; »Novejše slovstvo za mladino«, (1921),
- v Pedagoškem zbornik

Mladinska dela
- Medvedji lov, Čukova gostija; (1900),
- Zakleti Kras; (1922)
- Lisica Zvitorepka (1904,1923),
- Volk Sivor; (1931)
- Kosmatin, kralj notranjskih gozdov; (1931),
- Pohorske bajke in povesti; (1933)
- Poslovenjeno delo Kljukec in njegove prigode (1941); izvorni avtor besedila Börries Freiherr von Münchhausen

Učbeniki za ljudske šole
- Zgodovinski zapiski za obče ljudske šole; (1914),
- Domoznanstvo; (1923),
- Slovenska slovnica; (1914,1921, 1923),
- Slovenska jezikovna vadnica; (1923).

Učbeniki za meščanske šole
- Čitanka I; (1908,1920,1922),
- Čitanka II; (1909, 1921),
- Čitanka III; (1912,1922),
- Čitanka IV; (1922),
- Zgodovina za meščanske šole; (1909,1922),
- Slovenska vadnica; (1922,1923).

Znanstvena dela
- Jezikovni izprehodi po okolici celjski; (1925)
- Slovarček zemljepisnih imen in njih izvor in pomen; (1928)

Domoznanska zbirka
- Zbirka zgodovinske in bajeslovne učne snovi za brežiški, kozjanski in sevniški šolski okraj, pri kateri sta sodelovala še učitelja J. Knapič in A. Skalovnik in je bila potrjena na uradni učiteljski konferenci na Vidmu, 18.julija 1903. Zbirka je v rokopisu.